# جیم لوسکاتوف
جیم لوسکاتوف (انگلیسی: Jim Loscutoff; ۴ فوریهٔ ۱۹۳۰ – ۱ دسامبر ۲۰۱۵) بازیکن بسکتبال اهل ایالات متحده آمریکا بود.
از باشگاه‌هایی که در آن بازی کرده‌است می‌توان به بوستون سلتیکس اشاره کرد.